# Fritz Süffert
Fritz Süffert (* 18. September 1891 in Bischweiler, Elsass; † 24. April 1945 in Berlin) war ein deutscher Biologe und auf dem Gebiet der Lepidopterologie ein Experte für den Bau der Flügel und für das Entstehen von Strukturfarben auf den Flügeln von Schmetterlingen.

## Leben
Nach dem Besuch des Gymnasiums in Straßburg studierte Süffert Biologie an der Universität München, vor allem bei Richard Hertwig und Richard Goldschmidt, dessen Assistent er auch wurde. Zeitweise arbeitete er bei Max Hartmann am Robert Koch-Institut in Berlin, ab 1920 war er dessen Assistent am Berliner Kaiser-Wilhelm-Institut für Biologie. Von 1924 bis 1936 war er an der Universität Freiburg als Dozent und als Assistent in der Nachfolge von Otto Mangold für Hans Spemann tätig, der 1935 mit dem Medizin-Nobelpreis ausgezeichnet wurde. 1936 siedelte er wieder nach Berlin über, wo er an der Universität Vorlesungen als außerplanmäßiger Professor hielt und bis zu seinem Tod als Herausgeber und Redakteur die Fachzeitschrift Die Naturwissenschaften (heute: The Science of Nature) leitete, eine Zeitschrift, deren selbst gewählter Auftrag darin bestand, die Forschungsergebnisse aus den Naturwissenschaften allgemeinverständlich zu publizieren.
Süffert starb am 24. April 1945 während der Schlacht um Berlin, wenige Tage vor der Kapitulation der Hauptstadt am 2. Mai 1945 und dem Ende des Zweiten Weltkriegs.

## Forschung
Die Forschungsarbeiten von Fritz Süffert wurden von Richard Goldschmidt angeregt. Goldschmidt hatte 1915 aufgrund von genetischen Experimenten und anhand der Ausprägung von Flügelmustern bei Schmetterlingen die Bezeichnung Intersexualität geprägt. Er schlug Süffert vor, Studien von August Weismann aus den Jahren 1875 und 1895 über die Veränderung der Farbmuster im Verlauf des Saison-Dimorphismus von Araschnia levana mit moderneren Methoden zu überprüfen. Süffert wies nach, dass nicht allein die Anordnung der Pigmente für die Farbmuster der Flügel entscheidend war, sondern dass unterschiedlich gefärbte Bereiche der Flügel auch unterschiedlich geformte Schuppen besitzen. Zunächst mit Hilfe von Lichtmikroskopen klärte er die bis dahin kaum bekannten Grundzüge der Schuppenbildung und deren Abwandlungen im Verlauf der Ontogenese bei diversen Schmetterlingsarten auf und spezialisierte sich insbesondere auf jene Schuppen, die bei Schmetterlingen die auffällig-leuchtenden Schillerfarben hervorbringen. Dank seiner zuvor erworbenen Kenntnisse über den Feinbau der Flügelschuppen gelang es ihm, die Farbeffekte detailliert physikalisch zu erklären. Zuvor war nur bekannt gewesen, dass es sich um keine Oberflächenpigmentierung handelt, sondern dass die Farben durch diverse Lagen dünner Blättchen verursacht werden. Nachdem Süffert Anfang der 1940er-Jahre Zugang zur neu entwickelten Elektronenmikroskopie erhalten hatte, gelang es ihm, die per Lichtmikroskopie nicht mehr darstellbare Schichtung der Chitinlamellen unmittelbar nachzuweisen und damit die biologische Erzeugung der Schillerfarben endgültig aufzuklären.
Neben diesen physikalischen Studien befasste sich Fritz Süffert mit vergleichend-morphologischen Untersuchungen der Zeichnungsmuster von Schmetterlingsflügeln. Es gelang ihm, eine Vielzahl scheinbar regelloser Muster selbst nah verwandter Arten auf bestimmte Grundprinzipien zurückzuführen, die – in unterschiedlichen Kombinationen und Abwandlungen – bei unterschiedlichen Arten auftreten.

## Schriften
- Zur Morphologie und Optik der Schmetterlingsschuppen. (Vorläufige Mitteilung.). In: Biologisches Zentralblatt. Band 42, 1922, S. 382–288.
- Morphologie und Optik der Schmetterlingsschuppen, insbesondere die Schillerfarben der Schmetterlinge. In: Zeitschrift für Morphologie und Ökologie der Tiere. Band 1, Nr. 2, 1924, S. 171–308, doi:10.1007/BF00403572.
- Geheime Gesetzmäßigkeiten in der Zeichnung der Schmetterlinge. In: Revue suisse de zoologie. Band 32, Genf 1925, S. 107–111.
- Die Flügelschuppen der Schmetterlinge, ihr Bau und ihre Farben. In: Mikroskopie für Naturfreunde. Band 4, Nr. 1, S. 1–9 und Nr. 3, S. 65–77, 1926, Volltext.
- Zur vergleichenden Analyse der Schmetterlingszeichnung. Vorläufige Mitteilung. In: Biologisches Zentralblatt. Band 47, 1927, S. 385–413.
- Die Ausbildung des imaginalen Flügelschnittes in der Schmetterlingspuppe. In: Zeitschrift für Morphologie und Ökologie der Tiere. Band 14, Nr. 2, 1929, S. 338–359.
- Morphologische Erscheinungsgruppen in der Flügelzeichnung der Schmetterlinge, insbesondere die Querbindenzeichnung. In: Wilhelm Roux' Archiv für Entwicklungsmechanik der Organismen. Band 120, Nr. 1,1929, S. 299–383, doi:10.1007/BF02109666.

## Belege
1. ↑  August Weismann: Studien zur Descendez-Theorie. Band 1: Ueber den Saison-Dimorphismus der Schmetterlinge. Verlag von Wilhelm Engelmann, Leipzig 1875.
2. ↑  August Weismann: Neue Versuche zum Saison-Dimorphismus der Schmetterlinge. In: Zoologische Jahrbücher. Abtheilung für Systematik, Geographie und Biologie der Thiere. Band 8, Nr. 5, 1895, S. 611–684, Volltext (PDF; 4,8 MB).
3. ↑  E. Kinder und F. Süffert: Über den Feinbau schillernder Schmetterlingsschuppen vom Morpho-Typ. In: Biologisches Zentralblatt. Band 63, 1943, S. 268–288.

| Personendaten    | Personendaten                         |
| ---------------- | ------------------------------------- |
| NAME             | Süffert, Fritz                        |
| KURZBESCHREIBUNG | deutscher Zoologe und Lepidopterologe |
| GEBURTSDATUM     | 18. September 1891                    |
| GEBURTSORT       | Bischweiler, Elsass                   |
| STERBEDATUM      | 24. April 1945                        |
| STERBEORT        | Berlin                                |